# Marga Prohens
Margerita (Marga) Prohens Rigo (ur. 24 maja 1982 w Campos) – hiszpańska polityk i samorządowiec, parlamentarzystka krajowa i regionalna, od 2023 prezydent Balearów.

## Życiorys
Ukończyła translatorykę na Uniwersytecie Pompeu Fabry (2004) oraz komunikację i zarządzanie relacjami w EAE Business School w ramach Uniwersytetu Barcelońskiego (2011). Pracowała jako tłumaczka m.in. w Oxfam Intermón i w urzędzie miasta w Palma de Mallorca.
W 2005 wstąpiła do Nuevas Generaciones, młodzieżówki Partii Ludowej, w jej ramach była szefową struktur w Campos i wiceszefową na Balearach. W ramach ugrupowania także sekretarzem ds. komunikacji wewnętrznej (od 2018) oraz liderką balearskiej PP (od 2021). W latach 2011–2019 zasiadała w parlamencie regionu autonomicznego. W 2019 wybrana do Kongresu Deputowanych, a w 2023 ponownie do parlamentu Balearów. 7 lipca wybrana prezydent Balearów dzięki celowej absencji polityków Vox.